# Liste der Biografien/Gf
Liste der Biografien |
Portal Biografien |
Personensuche
# |
A |
B |
C |
D |
E |
F |
G |
H |
I |
J |
K |
L |
M |
N |
O |
P |
Q |
R |
S |
T |
U |
V |
W |
X |
Y |
Z |
?
 
Ga |
Gb |
Gc |
Gd |
Ge |
Gf |
Gh |
Gi |
Gj |
Gk |
Gl |
Gm |
Gn |
Go |
Gp |
Gq |
Gr |
Gs |
Gu |
Gv |
Gw |
Gy |
Gz
Die Liste der Biografien führt alle Personen auf, die in der deutschsprachigen Wikipedia einen Artikel haben. Dieses ist eine Teilliste mit 28 Einträgen von Personen, deren Namen mit den Buchstaben „Gf“ beginnt.

## Gf

### Gfa
- Gfader, Harald (* 1960), österreichischer Maler und Soundkonzeptkünstler
- Gfäller, Georg (1895–1976), deutscher Erfinder der modernen Rennrodel
- Gfäller, Georg R. (* 1949), deutscher Psychologe
- Gfaller, Rudi (1882–1972), österreichischer Komponist und Schauspieler

### Gfe
- Gfeller, Alex (* 1947), Schweizer Schriftsteller
- Gfeller, Arnold (1902–1978), Schweizer Architekt und Politiker (LdU)
- Gfeller, Bettina (* 1969), Schweizer Badmintonspielerin
- Gfeller, Johann Ulrich (1810–1871), Schweizer Politiker
- Gfeller, Simon (1868–1943), Schweizer MundartdichterSimon Gfeller (1868–1943)

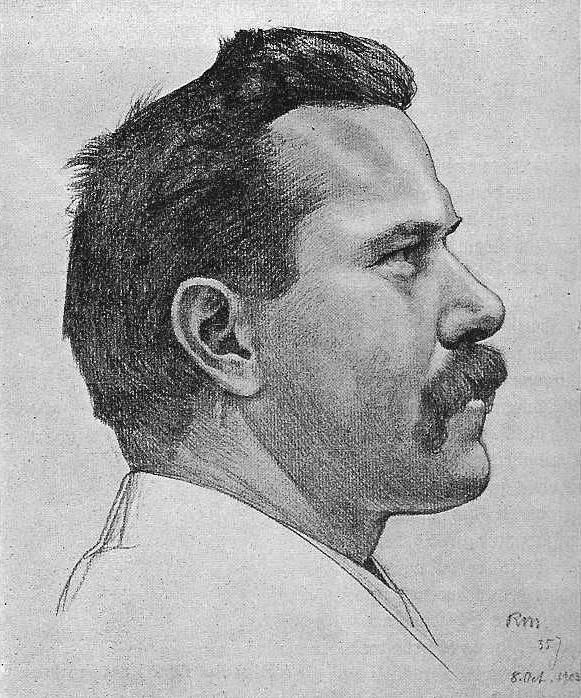
Simon Gfeller (1868–1943)

- Gfeller, Thomas (* 1994), Schweizer Unihockeyspieler

### Gfo
- Gföhler, Benjamin (* 1994), Schweizer Weitspringer
- Gföhler, Willibald (* 1955), österreichischer Politiker (Grüne), Abgeordneter zum Nationalrat
- Gföller, Karl (1890–1952), österreichischer Politiker (SPÖ), Abgeordneter zum Nationalrat
- Gföller, Rosa (1921–2001), österreichische Politikerin (ÖVP), Mitglied des Bundesrates
- Gföllner, Alois (1928–2024), österreichischer Politiker (ÖVP), Landtagsabgeordneter, Abgeordneter zum Nationalrat
- Gföllner, Johannes Maria (1867–1941), katholischer Bischof der Diözese Linz
- Gfölner, Ingrid (* 1952), österreichische Skirennläuferin

### Gfr
- Gfreiter, Harald (* 1973), deutscher Fußballspieler
- Gfrereis, Heike (* 1968), deutsche Literaturwissenschaftlerin und Kuratorin
- Gfrerer, Erika (* 1962), österreichische Skirennläuferin
- Gfrerer, Gottfried David, österreichischer Musiker, Liedermacher und Restaurator von Resonatorgitarren
- Gfrerer, Silvester (* 1959), österreichischer Politiker (ÖVP), Mitglied des Bundesrates
- Gfrörer von Ehrenberg, Maximilian (1857–1913), deutscher Verwaltungsbeamter und Landrat
- Gfrörer, August Friedrich (1803–1861), Historiker und Abgeordneter der Frankfurter Nationalversammlung
- Gfrörer, Jörg (* 1944), deutscher Drehbuchautor und Regisseur
- Gfrörer, Matthias (* 1978), deutscher Koch und Gastronom
- Gfrörer, Wilhelm (1925–1994), deutscher Jurist, Landrat des Landkreises Tübingen (1973–1989)

### Gfu
- Gfug, Georg Friedrich von († 1746), polnisch-sächsischer General der Kavallerie